# Aphura
Der Aphura (manchmal auch als Apura bezeichnet) ist ein kleiner Fluss in Frankreich, der im Département Pyrénées-Atlantiques in der Region Nouvelle-Aquitaine verläuft. Er entspringt in den Pyrenäen, an der Ostflanke des Pic des Escaliers (1472 m), im Gemeindegebiet von Lacarry-Arhan-Charritte-de-Haut, entwässert generell in nordöstlicher Richtung durch das französische Baskenland und mündet nach rund 18 Kilometern im Gemeindegebiet von Alos-Sibas-Abense als linker Nebenfluss in den Saison.

## Orte am Fluss
(Reihenfolge in Fließrichtung)
- Arhantzeta, Gemeinde Lacarry-Arhan-Charritte-de-Haut
- Charritte-de-Haut, Gemeinde Lacarry-Arhan-Charritte-de-Haut
- Alçay, Gemeinde Alçay-Alçabéhéty-Sunharette
- Alos, Gemeinde Alos-Sibas-Abense